# Salenwang
Salenwang ist ein Gemeindeteil der Gemeinde Friesenried im schwäbischen Landkreis Ostallgäu. Das Dorf liegt etwa eineinhalb Kilometer südlich von Friesenried und ist über die Kreisstraße OAL 3 zu erreichen.

## Baudenkmäler
- Katholische Kapelle Heilige Drei Könige